# Musa Kusa

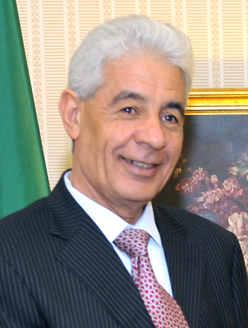

Moussa Muhammad Koussa (en árabe: موسى كوسا, pronunciación árabe [ˈmusaˌkosa]; nacido 1949?, en Bengasi, Libia) es un político y diplomático libio, quien sirvió en el gobierno Muamar el Gadafi como Ministro de Relaciones Exteriores de Libia de marzo del 2009 hasta que renunció el 30 de marzo de 2011.
Antes de ser ministro Koussa fue jefe de la Jamahiriya el-Mukhabarat, el Servicio de Inteligencia de Libia, desde 1994 hasta el 2009 y se lo consideraba uno de los hombres más poderosos del país. 
El exministro llegó al Reino Unido en un vuelo procedente de Túnez donde señaló a las autoridades británicas que no representaba al gobierno libio liderado por Muamar el Gadafi e intentó obtener asilo político.

## Educación
Asistió a la Universidad Estatal de Míchigan en East Lansing, Míchigan, obteniendo una licenciatura en sociología en 1978.

## Parentesco con Muamar el Gadafi
Está casado con una hermana del líder libio, Muamar el Gadafi.

## Diplomático y Jefe de Inteligencia
Koussa trabajó como especialista en seguridad de las embajadas de Libia en Europa antes de ser nombrado como Embajador de Libia en el Reino Unido en 1980. Fue expulsado del Reino Unido en 1980, después de afirmar en una entrevista con el diario The Times que su gobierno pretendía eliminar dos opositores políticos del gobierno libio, que vivían en el Reino Unido. Más tarde se desempeñó como Viceministro de Relaciones Exteriores de 1992 a 1994, y el jefe de la agencia de inteligencia de Libia desde 1994 hasta 2009. 
Fue una figura clave en la normalización de las relaciones entre Libia y varios países de la OTAN, incluyendo los Estados Unidos y el Reino Unido.
Fue la llave para la liberación del agente libio Abdelbaset al-Megrahi, encontrado culpable de ser uno de los autores del atentado de Lockerbie de 1988. En octubre de 2008, se encontró con dos funcionarios del gobierno británico, aparece como un intérprete. En una segunda visita en enero de 2009, que figuraba como ministro de Seguridad.

## Jefe de la cartera de exteriores de Libia
El 4 de marzo de 2009, Koussa fue designado como Ministro de Relaciones Exteriores, en sustitución de Abdel Rahman Shalgham, en una remodelación ministerial anunciada por el parlamento libio. 
En abril de 2009, presidió la vientiochoava (28 ava) reunión del Consejo de la Unión del Magreb Árabe (que comprende Argelia, Libia, Marruecos, Mauritania y Túnez) en la capital libia de Trípoli.
En una entrevista publicada por el diario Asharq Al-Awsat el 10 de noviembre de 2009, Koussa criticó algunos aspectos de la inversión china en África.

## Guerra Civil de Libia
Koussa fue descrito como "darse la mano", con él anunció de una semana de alto el fuego en la guerra civil libia de 2011, después de que el Consejo de Seguridad de la ONU abrió el camino a una zona de exclusión aérea Occidental "Los funcionarios indicaron que estaban dispuestos a actuar con rapidez si se tomó la decisión de emprender acciones militares. 
Francia y el Reino Unido y los Estados Unidos respondieron [al anuncio de alto el fuego] con ...." escepticismo casi idénticos, que figure Los ataques de las tropas del gobierno en Bengasi también se informó - y se les niega. - En el momento, unas horas después del alto el fuego anunciado.
El 29 de marzo de 2011, Koussa escribió a las Naciones Unidas Secretario General Ban Ki-moon, la designación del excanciller del gobierno sandinista de Nicaragua y presidente de una sola vez de la Asamblea General, Miguel d'Escoto Brockmann, como nuevo embajador de Libia de las Naciones Unidas. La carta decía que Brockmann fue nominado, como Ali Treki, también un expresidente de la Asamblea General que era su primera opción, se le negó una visa para entrar a los Estados Unidos en el marco de las Naciones Unidas la Resolución 1973 del Consejo de Seguridad.

## Renuncia
El 28 de marzo después de salir de Trípoli arriba a la frontera con Túnez y la cruza donde se encuentra con un vocero gubernamental de ese país para posteriormente tomar un vuelo privado a Londres donde renuncia a su puesto y pide asilo político que fue rechazado.

## Interrogatorios sobre Lockerbie
La policía de Escocia se reunirá este lunes en Londres con funcionarios de la Oficina de Relaciones Exteriores del Reino Unido para concertar una entrevista con el exministro de Relaciones Exteriores de Libia, Moussa Koussa, quien llegó a Gran Bretaña la semana pasada tras haber renunciado a sus funciones en el gobierno de Muamar Gadafi.